# George McAfee
Pour les articles homonymes, voir McAfee (homonymie).
College Football Hall of Fame 1961
Pro Football Hall of Fame 1966
(en) Statistiques sur pro-football-reference
George Anderson McAfee (né le 13 mars 1918 à Corbin et mort le 4 mars 2009 à Durham) est un joueur de football américain.

## Carrière

### Université
McAffe fait les beaux jours de l'université Duke de 1937 à 1939, c'est lors de ces années qu'il est surnommé One play McAfee par un journaliste. Il participe au draft de 1940 et est choisi au deuxième choix (derrière le quarterback George Cafego) du premier tour.

### NFL
George commence lors de la saison 1940 et marque deux touchdowns, remportant lors de son année de rookie, le titre de champion de la NFL avec Chicago. La saison 1941 est la meilleure de la carrière de McAfee car 12 touchdowns et effectue le plus long rush de la saison avec 70 yards. Il fait lors de cette saison un punt return, un kick off return et un retour d'interception ; logiquement, il participe au Pro Bowl de 1941 et remporte pour la seconde fois le titre de champion de la NFL.
De 1942 à 1945, il sert la Marine durant la Seconde Guerre mondiale, mettant entre parenthèses sa carrière de joueur.
Il revient en 1945 et en deux saisons, il dispute six matchs mais marque sept touchdowns ; il remporte son troisième et dernier titre de champion de la NFL. À partir de 1947, il devient le punt returner des Bears et marque un touchdown en traversant tout le terrain après un dégagement. La saison 1987 laisse un goût amer à McAfee car il fait 11 fumble lors de cette saison.
Il termine sa carrière en jonglant avec le poste de halfback et returner marquant onze touchdowns lors de ses trois dernières saisons en NFL.

## Intronisation
En 1961, George est intronisé au College Football Hall of Fame et cinq ans plus tard au Pro Football Hall of Fame.